# Леки крайцери тип „Сидни“
Сидни (на английски: Sydney) са тип леки крайцери на Кралските австралийски военноморски сили (RAN), от времето на Втората световна война. Всичко от проекта са построени 3 единици: „Сидни“ (на английски: HMAS Sydney, ex-HMS Phaeton); „Хобарт“ (на английски: HMAS Hobart, ex-HMS Apollo) и „Пърт“ (на английски: HMAS Perth, ex-HMS Amphion). Крайцерите са усъвършенствана версия на британските леки крайцери от типа „Леандър“. В процеса на строеж „Фаетон“ е предаден на Кралския Австралийски флоту и е преименуван на „Сидни“. За разлика от систършиповете, той е построен в частно предприятие и е окомплектован първи, благодарение на което корабите от проекта „подобрен „Леандър““ се наричат тип „Сидни“.
Единствените съвременни леки крайцери на австралийския флот по времето на Втората световна война.

## История на създаванеро
По предложение на главния механик на флота е внедрено ешелонното разположение на силовата установка. Редуването на машинните и котелните отделения позволява да се минимизира опасността от едновременно излизане от строя на всички машини или всички котли при наводняване на съседни отсеци, което автоматично лишава кораба от ход. Такава компоновка се използва в болшинството от чуждестранните флоти. Тя вече е използвана в крайцерите от типа „Емералд“ и „Аретуза“, и в началото на 1932 г. Адмиралтейството се разпорежда да се преработи по съответния начин и проекта „Леандър“.

## Конструкция
Проектът се явява преработен проект на „Леандър“.
Ескизът е готов през юли 1932 г. При същите основни параметри (въоръжение, брониране, скорост и далечина на плаване) водоизместимостта нараства до 7250 тона. Основна им разлика спрямо прототипа е прехода към ешелонно разположение на силовите установки и техния състав. Броят, типа и мощността на турбините не се изменя, но вместо шест котела остават четири с повишена паропроизводителност. Те са разположени в две котелни отделения, в резултат на което новите кораби стават двукоминни. Поради увеличената дължина на бронирания пояс, прикриващ СУ, е увеличена и ширината на корпуса за съхраняване на устойчивостта. Благодарение на широкото използване на електродъговото заваряване, както и при „Леандърите“, стандартната водоизместимост на всички три кораба на подобрения проект се оказва по-малка от проектната, („Eмфион“ – 7040 т, „Аполо“ – 7003 т, „Сидней“ – 7198 т). В носовото КО котлите стоят побордно, а в кърмовото – тандемно, за да се освободи пространство за коридорите на външните гребни валове. Всяка група котли работи за свои турбини. В сравнение с „Леандър“, енергетичната установка става със 110 т по-лека, а благодарение на усъвършенстването на конструкцията на крайцерските турбини е повишена икономичността, запасът гориво също е увеличен – всичко това дава приръст в далечината на плаване.

### Енергетична установка
Главната енергетична установка се състои от четири турбозъбчати агрегата „Парсънс“ и четири триколекторни парни водотръбни котела „Адмиралтейски“ тип. Всички котли имат паропрегреватели, подгряване на горивото и въздуха. Схемата е ешелонна; котлите са разположени по два в две котелни отделения, в носовото котелно отделение котлите са разположени побордно, а в кърмовото тандемно, за да се освободи пространство за коридорите на външните гребни валове, ТЗА са разположени в две машинни отделения. Работното налягане на парата в котлите е 24,61 кг/см² (24,29 атм.), температурата – 343°С. Всяка група котли работи за свои турбини. По сравнение с „Леандър“, енергетичната установка става със 110 т по-лека. Общата дължина на машинно-котелните отделения нараства с 2,7 м и достига 57,3 м. Като следствие, с 2,36 м се увеличава дължината на корпуса между перпендикулярите и максималната дължина. През юли 1935 г. „Сидней“ излиза за изпитания. На предварителните проби той показва 32,137 възела при водоизместимост 8138 т, а след това, на мерната миля при нос Сейнт Ебс развива 33,05 въз. при водоизместимост 7105 т и мощност машините 72 340 к.с.

## Представители на проекта
Според програмата за 1932 г. са поръчани „Amphion“(на гръцки: Ἀμφίων), „Apollo“(на гръцки: Απόλλων) и „Phaeton“(на гръцки: Φαεθών). По-късно са предани на Австралия и са преименувани в „Hobart“, „Perth“ и „Sydney“.
- „Пърт“
- „Хобарт“
- „Сидни“

## Модернизации

### „Сидни“
До своята гибел крайцерът не преминава никакви сериозни модернизации.

### „Хобарт“
През октомври 1942 г. е демонтиран катапултът; поставени са два четиристволни „пом-пома“, единадесет едноцевни „ерликона“, радари от типовете 279, 272, 282, 283, 284 и 285.
По време на ремонт на бойни повреди (август 1943 – януари 1945 г.) са свалени девет единични „ерликона“ (двата оставащи са преместени на друго място) и са заменени с три сдвоени 40-мм установки „Хаземайер/Бофорс“ Mk.IV (две на носовата надстройка и един на юта), пет 40-мм „бофорса“ в единичните установки Mk.HI и два сдвоени „ерликона“. Т.е. лекото зенитно въоръжение се състои от осем 40-мм/40, единадесет 40-мм/56 и четири 20-мм/65 автомата. Предните 102-мм кули са пренесени от кърмовата надстройки при среза на полубака. Вместо предишния зенитен директор са поставени два нови на долното ниво на носовата надстройка. Радарите от типовете 279, 272 и 284 са свалени, поставени са новите типове 281 В, 276, 277 и американските SG-1 и FC-1. За запазване на устойчивостта, през май 1943 г., в трюм са поставени 175 т баласт, от които по-късно са оставени само 75 т.
След войната от крайцера е свалена кула „X“, монтирайки на нейно място два четирицевни 40-мм „бофорса“. Между 1953 и 1956 г. „Хобарт“ преминава преоборудване в учебен кораб.

### „Пърт“
През април 1940 г., по време на ремонт в Сидни, е поставен 53-футов катапулт, който през февруари 1941 г. в Александрия е свален, монтирайки на негово място четиристволен 40-мм „пом-пом“ от повредения крайцер „Ливърпул“ (HMS Liverpool (C11)). Тогава, или малко по-късно, на топа на гротмачтата се появява антената на РЛС тип 286.
На 19 юли 1941 г., преди завръщането на кораба в Австралия, „пом-помът“ е демонтиран, а вместо него е преместен 53-футовият катапулт от „Ейджекс“. Тогава са поставени четири 20-мм „ерликона“ (два върху кулите „В“ и „X“, още два заменят зенитните картечници на носовата надстройка, а на кърмовата картечницата е съхранена).

## Коментари
1. ↑  Всички данни се привеждат към 1939 г.